# Такаока
Такао́ка (яп. 高岡市 Такаока-си) — город, расположенный в префектуре Тояма, Япония.
Город основан 1 апреля 1889 года. Площадь города составляет 209,42 км², население — 171 782 человека (1 июля 2014), плотность населения — 820,28 чел./км². Такаока — второй по величине город в префектуре Тояма.
Изделия из бронзы (яп. 高岡銅器 Такаока до:ки) — традиционный продукт города. Такаока поставляет наибольшее количество колоколов и статуй в буддийские храмы по всей стране. Город является домом для большой бронзовой статуи Будды, 15,85 метров в высоту, и национального сокровища — храма Дзуйрю (яп. 瑞龍寺 Дзуйрю:-дзи). Наконец, некоторый интерес представляют вокзал и ботанический сад.